# Caloptilia euryptera
Caloptilia euryptera är en fjärilsart som först beskrevs av Edward Meyrick 1908.  Caloptilia euryptera ingår i släktet Caloptilia och familjen styltmalar.
Artens utbredningsområde är Sri Lanka. Inga underarter finns listade i Catalogue of Life.